# Bodholmen (vid Påsalö, Lovisa)
Bodholmen är en ö i Finland. Den ligger i Finska viken och i kommunen Lovisa i den ekonomiska regionen  Lovisa i landskapet Nyland, i den södra delen av landet. Ön ligger omkring 66 kilometer öster om Helsingfors.
Öns area är 6,8 hektar och dess största längd är 500 meter i sydöst-nordvästlig riktning. Ön höjer sig omkring 25 meter över havsytan.